# Quintanilla de Arriba
Quintanilla de Arriba település Spanyolországban, Valladolid tartományban. Quintanilla de Arriba Peñafiel, Manzanillo, Valladolid, Langayo, Cogeces del Monte, Quintanilla de Onésimo, Valbuena de Duero és Pesquera de Duero községekkel határos. Lakosainak száma 155 fő (2024).

## Népesség
A település népessége az utóbbi években az alábbiak szerint változott:
| Lakosok száma | 228  | 226  | 204  | 201  | 174  | 154  | 155  | 163  | 158  | 155  |
|               | 2001 | 2004 | 2007 | 2009 | 2012 | 2014 | 2017 | 2019 | 2022 | 2024 |